# Ahmed Ramzy
Ahmed Megahid Ramzy (25 luglio 1965) è un ex calciatore egiziano, di ruolo centrocampista.

## Carriera
Con la Nazionale egiziana ha partecipato ai Mondiali 1990.